# Thạch Động thôn vân
Thạch Động thôn vân (chữ Hán: 石洞吞雲, có nghĩa động đá nuốt mây), là tên hai bài thơ của Mạc Thiên Tứ; một bằng chữ Hán được xếp trong tập Hà Tiên thập vịnh (khắc in năm 1737), và một bằng chữ Nôm được xếp trong tập Hà Tiên thập cảnh khúc vịnh. Cả hai bài đều mô tả cảnh đẹp của núi Thạch Động, một trong mười thắng cảnh của đất Hà Tiên xưa; nay thuộc phường Mỹ Đức, thành phố Hà Tiên, tỉnh Kiên Giang, Việt Nam.

## Mô tả
Thạch Động còn được gọi là Vân Sơn, là một khối đá vôi Pecmi sót khổng lồ, đứng sừng sững trên một đồi cát kết Đêvôn-cacbon sớm (cao 10 m), ở ngay ven đường Hà Tiên đi Campuchia.
Từ trung tâm thị xã Hà Tiên theo con đường nhựa đi về hướng biên giới Tây Nam, khoảng 3 km sẽ gặp núi Thạch Động nằm cạnh bên đường, với nhiều cỏ dại và cây xanh. Leo hết những bậc thang là một hang cao và rộng, có nhiều thạch nhũ với những hình thù lạ mắt. Ở đó còn có một ngách hang ăn sâu xuống lòng đất, khiến không biết từ bao giờ ngách hang sâu này cùng với những vân đá tượng hình cô gái lờ mờ trên vách đứng, đã hình thành nên truyện cổ tích Thạch Sanh chém chằn. Ngoài ra, trong hang còn có chùa cổ Tiên Sơn. Tương truyền trước khi có chùa, đây là am tu của đạo sĩ Huỳnh Phong Chơn Nhơn (sau tu theo Phật, nên đổi hiệu là Huỳnh Phong Hòa thượng), dưới thời Mạc Cửu. Nhờ hai cửa hang ở trên cao (cửa phía Đông và cửa phía Tây), nên trong hang lúc nào cũng thoáng mát, và cũng nhờ nó mà người viếng cảnh nhìn thấy toàn cảnh thôn Vân, cửa khẩu Xà Xía, và mũi Nai ở phía xa...

## Giới thiệu thơ

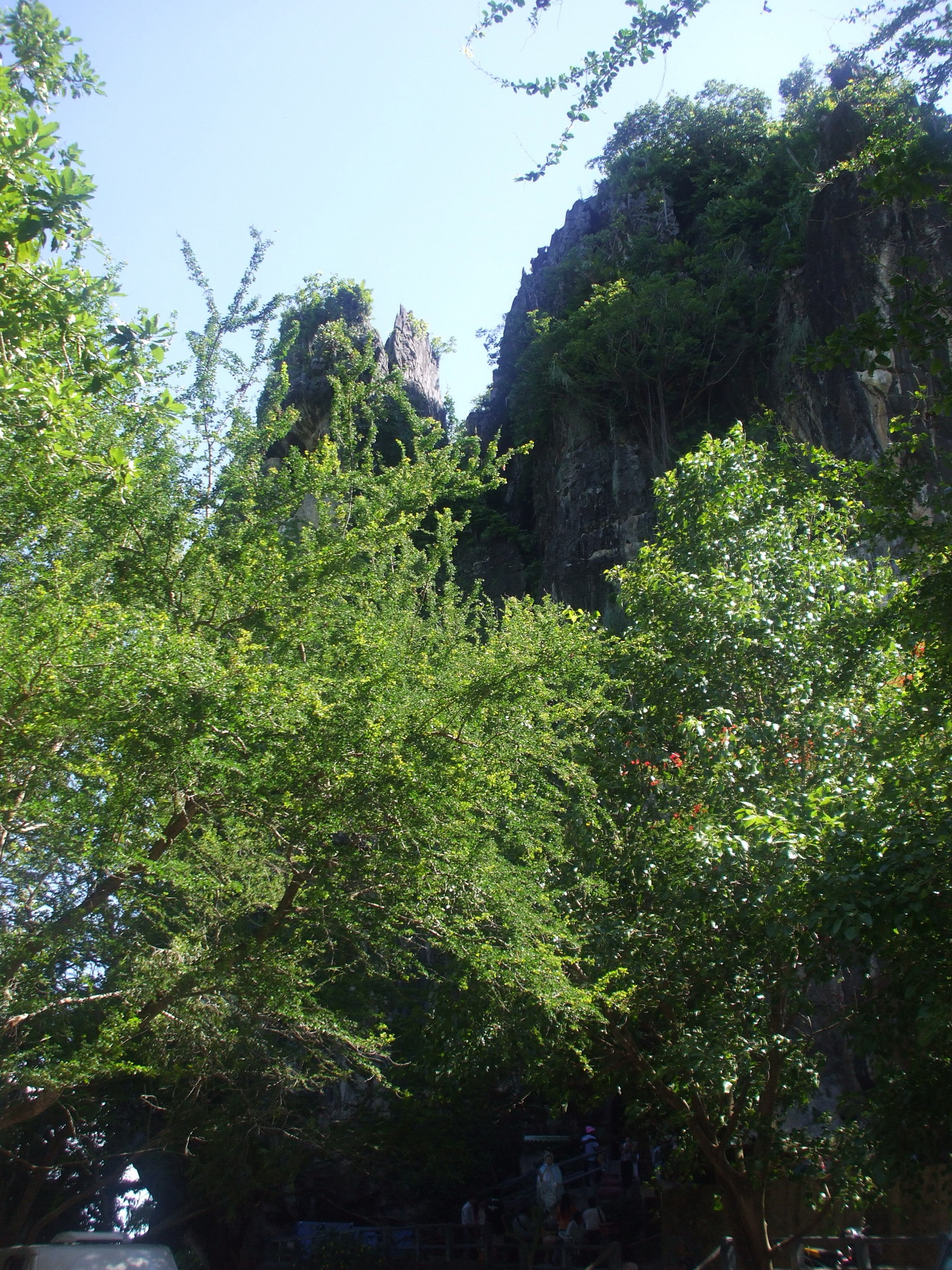
Một góc Thạch Động.

Danh thắng Thạch Động đã được Mạc Thiên Tứ miêu tả bằng hai bài thơ sau như sau:

### Thơ chữ Hán
| 石洞吞雲 山峰聳翠砥星河， 洞室玲瓏蘊碧珂。 不意煙雲由去往， 無垠草木共婆娑。 風霜久歷文章異， 烏兔頻移氣色多。 最是精華高絕處， 隨風呼吸自嵯峨。 | Phiên âm Hán-Việt: Thạch Động thôn vân Sơn phong tủng thúy để tinh hà, Động thất linh lung uẩn bích kha. Bất ý yên vân do khứ vãng, Vô ngần thảo mộc cộng bà sa. Phong sương cửu lịch văn chương dị, Ô thố tần di khí sắc đa. Tối thị tinh hoa cao tuyệt xứ, Tuỳ phong hô hấp tự ta nga. |

### Thơ chữ Nôm
Bài này nằm trong tập Hà Tiên thập cảnh khúc vịnh, gồm một khúc vịnh dài 32 câu, và kết thúc bằng một bài thơ Đường luật như sau:
Quỷ trổ thần xoi nổi một tòa,
Chòm cây khóm đá dấu tiên gia.
Hang sâu thăm thẳm mây vun lại,
Cửa rộng thinh thinh gió thổi qua.
Trống rỗng bốn bề thâu thế giới,
Chang bang một dãy chứa yên hà.
Chân trời mới biết kho trời đấy,
Cân cái hèn chi rỡ ỷ, la .

## Lời bình

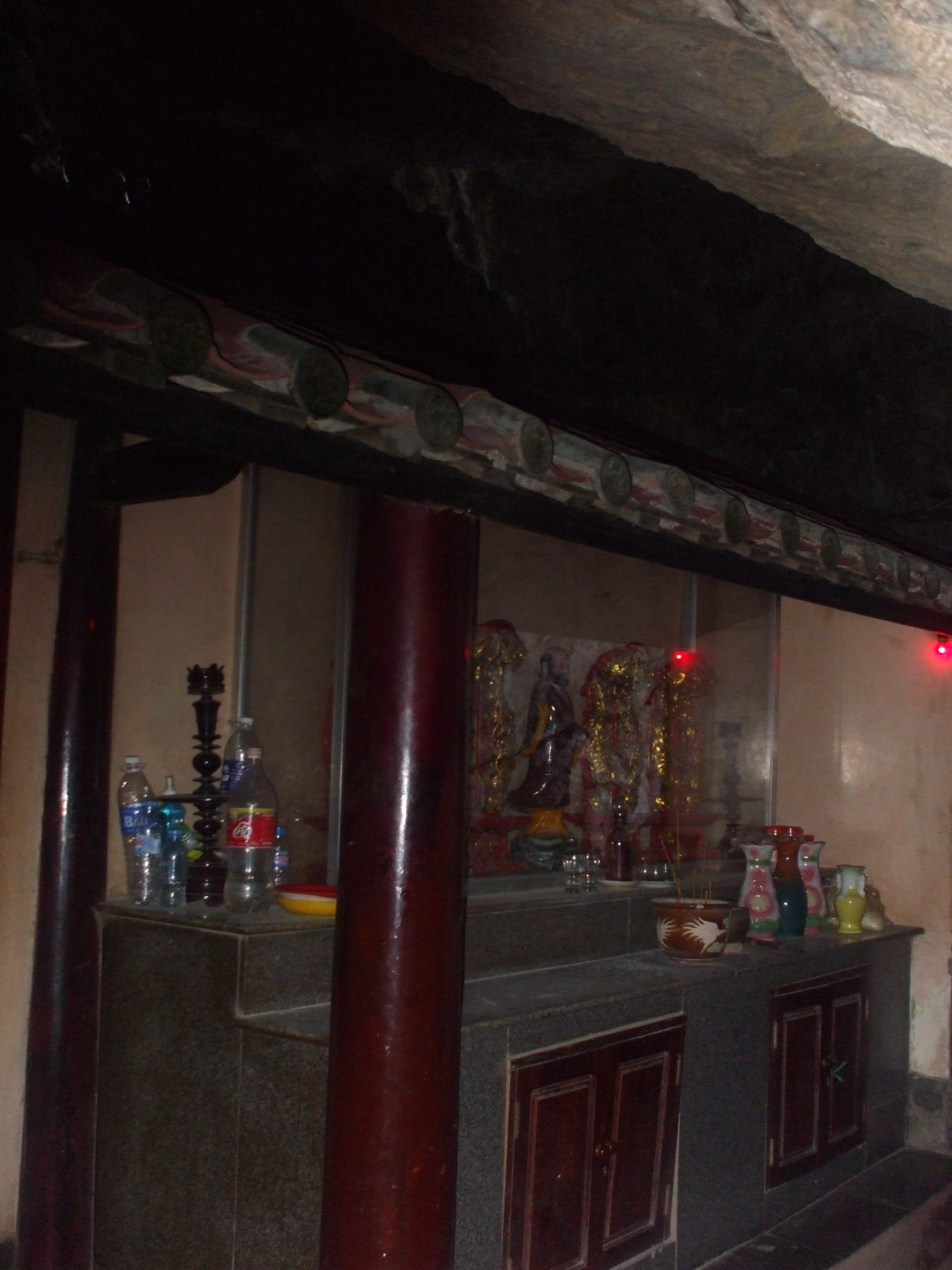
Chùa Tiên Sơn trong hang núi Thạch Động.

Đây là cảnh thứ năm trong Hà Tiên thập cảnh. Bốn đề tài trước gần thực tế, đến đề tài này thì khác hẳn. Thi sĩ Đông Hồ có lời bình:
Thơ này mượn cảnh nhân gian mà tả cảnh thần tiên. Nhân Thạch Động là một cảnh động đá thiên nhiên, khói mây quanh quất, có thạch nhữ, nước ngọt suối trong khiến liên tưởng đến Đào Nguyên, Thiên Thai, mà so sánh với Động Đình, Nhạc Dương, toàn là cảnh thần tiên diễm ảo. Vì thế nên tứ thơ phiếu diễu mông lung, nửa hư, nửa thực; nửa chân nửa mộng; lời thơ cũng vì thế mà hóa ra huyền diệu mơ màng; khiến người đọc không nhận thấy đường nét sáng sủa phân minh, mà như lạc mình vào cõi mây phong khói tỏa.